# Дубоки сан (филм из 1946)
Дубоки сан (енгл. The Big Sleep) је амерички филм ноар из 1946. који је режирао и продуцирао Хауард Хокс. Вилијам Фокнер, Ли Бракет и Џулс Фуртман су написали сценарио на основу истоименог романа Рејмонда Чандлера. Главне улоге у филму тумаче Хамфри Богарт као приватни детектив Филип Марлоу и Лорен Бакол као Вивијан Ратлиџ, у причи која почиње уценом и води до више убистава.
Филм је снимљен крајем 1944, а његов излазак је одложен више од годину дана због тога што је студио желео да прво објави ратне филмове у ишчекивању завршетка Другог светског рата. Једна верзија филма је приказана америчким војницима у иностранству 1945, убрзо након што је завршена. Током тог периода, Богарт и Баколова су се венчали, а она је добила улогу у филму Confidential Agent. Када је тај филм доживео неуспех, додатна снимања су обављена почетком 1946, како би се искористила популарност пара „Боги и Бакол”.
Филм је премијерно приказан 23. августа 1946. у Њујорку, док је у америчким биоскопима објављен осам дана касније. Остварио је и критички и комерцијални успех и довео је до још два „Боги и Бакол” филма у продукцији студија Warner Bros: Тамни пролаз (1947) и Острво Ларго (1948). Године 1997. оригинална верзија из 1945. је рестаурирана и поново објављена. Те исте године, Конгресна библиотека је прогласила филм „културно, историјски или естетски значајним” и уврстила га у Национални регистар филмова САД.

## Радња
Филип Марлоу, приватни детектив у Лос Анђелесу, позван је у вилу генерала Стернвуда, који жели да реши низ личних дугова које његова ћерка Кармен има према књижару Артуру Гајгеру. Док Марлоу одлази, зауставља га Стернвудова старија ћерка, Вивијан. Она сумња да је прави разлог зашто је њен отац унајмио детектива тај да пронађе свог штићеника, Шона Регана, који је нестао пре месец дана.
Марлоу одлази у Гајгерову књижару, коју води Агнес Лоузије, а затим прати Гајгера до његове куће. Чувши пуцањ и врисак жене, проваљује унутра и затиче Гајгерово тело и дрогирану Кармен, као и скривену камеру без филма. Након што одведе Кармен кући, враћа се и открива да је тело нестало. Те ноћи сазнаје да је шофер генерала Стернвуда, Овен Тејлор, пронађен мртав у лимузини која је склизнула са пристаништа Лидо, као и да је на потиљку имао трагове ударца.
Вивијан наредног јутра долази у Марлоуову канцеларију са скандалозним фотографијама Кармен које је добила уз захтев за уцену ради добијања негатива. Марлоу се враћа у Гајгерову књижару и прати аутомобил до стана Џоа Бродија, коцкара који је раније уцењивао Стернвуда. Потом затиче Кармен испред Гајгерове куће, где она тврди да је управо Броди убио Гајгера. Прекида их станодавац, гангстер Еди Марс.
Марлоу одлази у Бродијев стан, где затиче Агнес и Вивијан. Убрзо долази и Кармен, тражећи своје фотографије. Марлоу је разоружава и шаље Вивијан и Кармен кући. Броди признаје да је он стајао иза уцене, пошто је од Тејлора украо негативе, али пориче да је он убио Тејлора. Када отвори врата свог стана, Броди бива убијен. Марлоу јури убицу и хвата Керола Ландгрена, Гајгеровог бившег возача, који верује да га је Броди преварио. Марлоу позива полицију да ухапси Ландгрена.
Марлоу посећује Марсов казино, где се распитује за Регана, који је наводно побегао са Марсовом женом. Марс одговара двосмислено и каже Марлоуу да Вивијан гомила коцкарске дугове. Вивијан потом осваја велики улог и жели да је Марлоу одвезе кући. Један од Марсових људи покушава да опљачка Вивијан, али га Марлоу нокаутира. Док се враћају, Марлоу схвата да је Марс инсценирао покушај пљачке како би га убедио да Вивијан и он не сарађују. Он притиска Вивијан у вези њене повезаности са Марсом, али она ништа не признаје. Код куће, Марлоу затиче заводљиву Кармен која га чека. Она открива да јој се Реган није допадао и помиње да Марс често зове Вивијан. Када покуша да заведе Марлоуа, он је избацује. Следећег дана, Вивијан му каже да више не мора да тражи Регана — пронађен је у Мексику и она одлази да га види.
Марс наређује да Марлоуа претуку како би га спречио да даље истражује. Проналази га Хари Џоунс, сарадник Агнес који је заљубљен у њу. Џоунс му преноси Агнесину понуду да за 200 долара открије где се налази Марсова жена. Када Марлоу дође на састанак како би сазнао где је скровиште, примећује Леша Канина, убицу кога је унајмио Марс, а који је тамо да пронађе Агнес. Док се Марлоу крије и посматра, Канино прети Џоунсу све док овај не открије Агнесину адресу. Затим га приморава да попије „пиће” које се испоставља као отров. После тога, Марлоу открива да је Џоунс слагао у вези са Агнесином локацијом.
Агнес зове канцеларију док је Марлоу још тамо и они се договарају да се нађу. Она му каже да је видела Мону Марс иза једне аутомеханичарске радње у близини градића Реалито. Када стигне тамо, Марлоуа напада Канино. Пробуди се везан, а над њим пази Мона. Вивијан је такође присутна и ослобађа Марлоуа, што му омогућава да дође до свог пиштоља и убије Канина. Заједно се враћају у град, а Марлоу зове Марса из Гајгерове куће, претварајући се да је и даље у Реалиту.
Марс стиже са четворицом људи, који постављају заседу напољу. Он улази, изненађен што затиче Марлоуа, који га оптужује да уцењује Вивијан, пошто је Кармен убила Регана; Марс тврди да је то урадила у психичком растројству, али Марлоу сумња у његову причу. Он затим приморава Марса да изађе напоље, где га у мраку убијају сопствени људи. Марлоу затим зове полицију и пријављује да је Марс убио Регана како би заштитио Кармен.
Марлоу убеђује Вивијан да њеној сестри треба психијатријска помоћ. Након варница које су се дешавале између њих раније у филму, сада је јасно да се воле. Вивијан признаје да и сама има проблема, али тврди да „не постоји ништа што ти не можеш да поправиш”.

## Улоге
- Хамфри Богарт као Филип Марлоу
- Лорен Бакол као Вивијан Стернвуд Ратлиџ
- Џон Риџли као Еди Марс
- Марта Викерс као Кармен Стернвуд
- Соња Дарин као Агнес Лоузије
- Дороти Малон као Власница књижаре
- Риџис Туми као Главни инспектор Берни Оулс
- Пеги Нудсен као Мона Марс
- Чарлс Волдрон као Генерал Стернвуд
- Чарлс Д. Браун као Батлер Норис
- Боб Стил као Леш Канино
- Илајша Кук Млађи као Хари Џоунс
- Луис Џин Хејт као Џо Броди
- Томи Раферти као Керол Ландгрен